# Hank Pym
Dr. Henry Jonathan "Hank" Pym è un personaggio dei fumetti statunitensi pubblicati da Marvel Comics, ideato da Stan Lee, Larry Lieber (testi) e Jack Kirby (disegni). La sua prima apparizione è in Tales to Astonish (vol. 1) n. 27 (gennaio 1962).
Biochimico e inventore di intelligenza artificiale, Pym è uno dei più brillanti geni scientifici dell'universo Marvel. È l'ideatore delle "Particelle Pym", una sostanza che permette a lui e alla sua assistente, poi fidanzata, Wasp di rimpicciolirsi fino a grandezze molto piccole. In seguito, una modifica del composto gli permette di aumentare allo stesso tempo le sue dimensioni, gli fornisce una forza straordinaria e le capacità di parlare con gli insetti, di volare e di attaccare con bombe di energia.
Nel corso della sua carriera ha co-fondato i Vendicatori e ha assunto le identità segrete di Ant-Man, Giant-Man, Golia, Calabrone, Wasp II e Ultron.
Ha fatto parte dei Vendicatori, di cui è uno dei cinque membri fondatori, dei Vendicatori della Costa Ovest, dell'Accademia Vendicatori dei Vendicatori A.I. e dei Difensori Segreti come membro di supporto.

## Storia editoriale
Hank Pym debutta come nel gennaio 1962 in una storia di sette pagine intitolata 'The Man in the Ant-Hill'su Tales to Astonish 27. La trama del fumetto ebbe un successo enorme, tanto che Stan Lee decise di renderlo protagonista della testata a partire dal numero 35, pubblicato nel settembre dello stesso anno. Quello fu un albo che rivoluzionò completamente il personaggio: diventò un supereroe capace di comunicare con le formiche e di rimpicciolirsi, un Ant-Man. Le storie in solitaria proseguono, fino a quando le vendite cominciano a calare. Stan Lee decide allora di rivoluzionare la testata, aggiungendo un ulteriore protagonista: Wasp. A partire dal numero 44, pubblicato nel giugno 1963, la collana prende il sottotitolo di 'Ant-Man and the Wasp'. Malgrado quest'aggiunta, la serie a fumetti non ottiene il successo sperato e le vendite crollano, fino a quando, su Tales to Astonish 49 del novembre 1963, Ant-Man diventa Giant-Man. Malgrado ciò, la serie continua fino al luglio 1965, data d'uscita dell'ultimo numero della loro serie, Tales to Astonish 69.
Nel settembre 1963, Stan Lee include Ant-Man e Wasp come coprotagonisti della testata 'the Avengers', a partire dal numero 1. Nel maggio 1965, i personaggi vengono eliminati dal cast di comprimari della testata. Rimasti senza una collana propria, i personaggi escono di scena per quasi un anno. Stan Lee decide di rilanciare il personaggio sulla testata 'the Avengers' a partire dal numero 28, questa volta con una nuova identità da eroe, Golia. Il personaggio riesce ad ottenere la popolarità necessaria a diventare uno dei protagonisti della serie. Nel numero 59, Roy Thomas reinventa il personaggio, facendolo diventare il Calabrone. Le avventure di Pym vengono presentate sempre nella collana degli Avengers, fino a quando non diventa il protagonista della collana Marvel Feature, dove Calabrone diventa la presenza fissa per un anno, dal 1972 al 1973, ma indossando l'uniforme da Ant-Man. Queste storie tuttavia non raggiungono i lettori e allora gli scrittori lo tolgono dalla testata, ripubblicando le sue avventure su Avengers.
Nel 1979, la Marvel Comics decide di provare a lanciare il personaggio un'ennesima volta: su Marvel Premiere 47 fa il suo debutto un secondo Ant-Man, Scott Lang. Le avventure di Pym proseguono su The Avengers. L'uscita del numero 213, scritto da Jim Shooter e disegnato da Bob Hall, segna un profondo cambiamento nei confronti del personaggio: Calabrone percuote la moglie Wasp, diventando il primo eroe dei fumetti ad averlo fatto. Questo avvenimento, col passare degli anni, diventa il momento più famoso di Hank Pym.
Nell 1985, Hank Pym diventa un personaggio di supporto della collana 'West Coast Avengers', poi divenuta 'Avengers West Coast', fino al 1993, anno in cui l'eroe ritorna nella testata degli Avengers come Giant-Man. Nel 2007, Hank Pym diventa uno dei protagonisti della testata 'the Mighty Avengers', fino al 2010, dove le sue avventure vengono spostate su 'Avengers Academy', serie regolare terminata nel 2013.
Nel 2011, Henry Pym ottiene dopo ben 38 anni, una testata, questa volta intitolata col suo nome da supereroe: 'Ant-Man & Wasp'. La collana vede Eric O'Grady, il terzo Ant-Man e lo stesso Pym (Wasp II) unire le proprie forze per sconfiggere l'A.I.M., ma la testata termina col numero 3, pubblicato nello stesso anno. Nel 2013, diventa uno dei protagonisti dell'evento 'Age of Ultron', dove vengono rinarrate anche le sue origini in chiave moderna. le sue storie vengono poi pubblicate su Avengers A.I., serie durata 1 anno. Con l'uscita del film Avengers: Age of Ultron, Hank Pym diventa il protagonista della graphic novel 'Rage of Ultron'.
Nel 2015, il personaggio viene interpretato da Michael Douglas e Dax Griffin nel film Ant-Man, ma ci viene mostrato solo come un uomo anziano che fa da mentore al secondo Ant-Man, Scott Lang. Dopo aver fatto da guest star a numerose testate, il personaggio fa il suo ritorno in scena verso gli inizi del 2016, sulla testata Uncanny Avengers, a partire dal numero 4. Dal nono al dodicesimo, la serie ospita un arco narrativo che vede Pym come nemesi degli Avengers al fianco di Ultron.
Nel 2016 il personaggio scompare nuovamente dalla circolazione subito dopo le sue storie pubblicate su the Uncanny Avengers. La figlia Nadia Pym però, ottiene una propria testata regolare, the Unstoppable Wasp ed appare anche come coprotagonista su All-New All-Different Avengers e Avengers di Mark Waid. La versione Ultron/Pym ritorna poi in Secret Empire di Nick Spencer, Infinity Countdown di Gerry Duggan e Tony Stark: Iron Man di Dan Slott.

## Biografia del personaggio

### Origini
Il Dottor Henry Pym è un grande scienziato e biochimico, nato a Nebraska figlio dell'operaio Brad e della contabile Doris Pym, che sin da bambino ha dimostrato un elevato quoziente intellettivo. La sua nonna paterna, Angela, lo incoraggiava a coltivare la sua fantasia, aiutandolo con le sue prime invenzioni. Con la sua morte, Henry iniziò a dedicarsi totalmente alla sua vita da scienziato, iscrivendosi all'università. Qui, diversi suoi insegnanti lo spronavano a dedicarsi a progetti più concreti. Laureatosi in biochimica, Pym trascorre la maggior parte del suo tempo in laboratorio. Ad un certo punto, conosce e sposa l'ungherese Maria Travaya. Sfortunatamente, mentre viaggiava nella sua città natale, Bratislava, viene catturata da un gruppo di rivoluzionari come ostaggio e, nonostante gli sforzi di Pym, viene uccisa.

Hank Pym indossa il primo costume di Ant-Man, disegni Kirby/Ayers

Un giorno, in laboratorio, Hank riesce a realizzare un processo chimico capace di manipolare delle particelle subatomiche attraverso campi magnetici. Lo scienziato, inizia a chiamarle particelle Pym e a sperimentarle su oggetti inanimati. Dopo aver compiuto diversi test con successo, decide di sperimentarlo sugli esseri umani, usando se stesso come cavia. Pym riesce a rimpicciolirsi alla taglia di una formica e, dopo essersi avventurato in un formicaio, ritorna alla grandezza normale, distrugge i sieri ritenendoli pericolosi per l'uomo e ritorna a concentrarsi su altri progetti. Nonostante ciò, diverso tempo dopo Hank riconsidera l'idea di riprendere i sieri, considerandoli un'invenzione troppo straordinaria per essere nascosta, e decide di iniziare a studiare le formiche per mettersi in contatto con loro, attraverso un casco cibernetico avanzato. Con le particelle instabili, riesce a costruire un costume capace di rimpicciolirsi ed ingrandirsi assieme alla persona che lo indossa. Nel frattempo, Pym lavora anche assieme al governo americano su una formula per difendersi dalle radiazioni a bassi livelli. Un gruppo di spie del KGB, venuto a sapere del progetto, decide di irrompere nel laboratorio di Hank ed ucciderlo assieme ai suoi colleghi. Pym, utilizzando il suo equipaggiamento, riesce ad evitare tutto ciò e a sconfiggere le spie. Dopo quest'avventura, Hank decide di adottare la doppia identità di Ant-Man, combattendo contro il crimine e aiutando il Governo come scienziato.
Come Ant-Man, Hank Pym riesce a sventare vari crimini ed a sconfiggere diversi manigoldi quali Testa d'Uovo e Scarlet Beetle. Aiuta anche in un'occasione i Fantastici Quattro a sconfiggere il Dottor Destino, che si era impadronito del Microverso. Successivamente, lo scienziato viene contattato da un suo collega, Vernon van Dyne, che gli propone di aiutarlo con un suo esperimento: contattare un mondo alieno. Hank, rifiuta tuttavia l'offerta, mentre van Dyne riesce nel suo intento, ma viene ucciso da un alieno del cosmo. La figlia, Janet van Dyne, venuta a conoscenza della morte del padre, decide di contattare Pym per essere aiutata da lui. Hank si confida con lei, svelandole la sua doppia identità come Ant-Man. Attraverso la sua ampia conoscenza nel campo degli insetti, Pym trasforma Janet in una vera e propria vespa umana, Wasp. I due, riescono a sconfiggere il mostro del cosmo ed a vendicarsi della morte di Vernon van Dyne. I due iniziano a provare dei sentimenti l'uno per l'altra, ma Hank cerca di allontanarsi da lei per non subire un'altra perdita come accadde in passato con Maria Trovaya. Insieme, come Ant-Man e Wasp, sventano diversi crimini, sconfiggendo assieme tantissimi supercriminali, in particolare l'Uomo Trottola e Porcospino.
Dopo qualche tempo, i due vengono a sapere da Rick Jones che Hulk ha iniziato a mettere scompiglio in città, segretamente manipolato da Loki. Decidono allora di intervenire ed uniti a Iron Man e Thor, sconfiggono il dio dell'inganno e fondano i Vendicatori, su idea degli stessi Hank e Jan. La prima missione ufficiale del team consiste nel fermare il Dottor Destino, che ha rapito Wasp. Uniti, gli eroi riescono a sconfiggerlo e a salvare la vita di Janet. Intanto, Hank Pym adotta l'identità di Giant-Man, riuscendo così ad invertire i poteri delle Particelle Pym. Cambia inoltre il processo di modifica della statura, sostituendo le fiale attaccate alla sua tuta con delle pillole riducenti ed ingrandenti. È grazie a questi nuovi poteri che riesce a recuperare il corpo di Capitan America dalle fredde acque del Mar Glaciale Artico. Dopo aver reclutato Steve Rogers nella squadra al posto di Hulk, Giant-Man inizia a dimostrare le sue doti di inventore, sconfiggendo vari avversari quali Loki, l'Uomo Radioattivo, il Cavaliere Nero e Kang il Conquistatore. Tuttavia, la leadership viene in seguito assegnata a Capitan America. È durante questo periodo che il gruppo subisce diversi cambiamenti di membri: Hank Pym, subito dopo aver sconfitto l'Uomo Trottola, decide di abbandonare la carriera da eroe assieme a Janet per concentrarsi sul loro rapporto, lasciando così i Vendicatori.

### Golia
Durante il suo periodo di inattività, Hank Pym inizia una relazione sempre più intensa con Janet. Tuttavia quest'ultima viene rapita dal Collezionista, un essere che ha intenzione di rapire tutti i Vendicatori originali per renderli parte della sua collezione. Per poterla salvare, Hank è costretto a ritornare a diventare un eroe. Indossando un costume realizzato dalla collega d'avventure Scarlet, Pym rientra negli Avengers di Capitan America, rendendo pubblica la sua identità segreta e diventando Golia. Assieme al gruppo, Hank riesce a salvare Janet, ma i suoi nuovi poteri di crescita mentale lo costringono a restare con l'altezza di tre metri. Bloccato in questa taglia, Pym decide di chiedere aiuto ad un esperto, il dottor Franz Anton, che viene tuttavia rapito dal Guardiano della Fiamma. Aiutato dai Vendicatori, Hank Pym riesce a liberare Anton, il quale tuttavia non riesce a curare il problema di Pym. Dopo aver sconfitto la Società dei Serpenti, uomini razzisti che volevano uccidere il suo collega Bill Foster, Golia prende il comando del gruppo con l'abbandono di Capitan America. In questo periodo, Pym riesce a ritornare alle sue dimensioni normali, riottenendo i suoi poteri rimpicciolenti, e sconfigge con i compagni diverse minacce, come l'Incantatrice, Magneto, il Mandarino, il Collezionista e Turbine. Dimostra anche di avere delle grandi doti strategiche, che portano il gruppo alla vittoria in più di un'occasione.
Dopo diverso tempo, sotto il consiglio del suo collega Mr. Fantastic, Golia prende in custodia l'androide Dragon Man per analizzarlo. Diablo, il suo precedente possessore, riesce però a rubarlo da Pym, e a rapire Wasp, che la utilizza per ricattare lo scienziato, il quale diventa un suo aiutante. Gli Avengers riescono però a mettere in salvo Janet van Dyne e ad aiutare Golia a sconfiggere Diablo, che viene arrestato da Capitan America.
È durante questo periodo che Janet van Dyne incassa l'eredità del padre Vernon. Uno dei loro vecchi nemici, David Cannon, l'ex Uomo Trottola, decide di infiltrarsi nella sede dei Vendicatori nelle vesti dell'autista privato di Wasp. Così facendo, riesce ad osservare segretamente i coniugi Pym. Adottando l'identità di Turbine, riesce ad attaccare Golia, a rimpicciolirlo ed a intrappolarlo in un formicaio assieme alla moglie, senza l'elmetto cibernetico. Minacciando di distruggere la sede degli Avengers con una bomba, il criminale viene fermato da Quicksilver e da Capitan America, mentre Wasp riesce a sconfiggere la formica regina e a controllare le sue operaie. Con l'aiuto di Rogers, Pym e van Dyne ritornano alle loro grandezze naturali, ma non riescono a catturare Turbine. I Vendicatori, grazie all'aiuto di Pantera Nera sconfiggono inoltre il fratello di Wonder Man, il Sinistro Mietitore, che voleva uccidere gli Avengers originali per vendetta.
Dopo altre avventure il gruppo viene tradito dal loro maggiordomo, Edwin Jarvis, che, manipolato mentalmente da una strana intelligenza artificiale, è costretto contro la sua volontà a vendere i sistemi di difesa degli Avengers ai nuovi Signori del Male, in cambio di soldi per poter aiutare così la madre da una malattia rara. I nuovi Signori del Male, guidati dal Cappuccio Cremisi, sconfiggono i Vendicatori di Pym e li portano nella loro sede, dove si scopre che il loro leader è l'intelligenza artificiale nota come Ultron-5. Quest'ultimo, ha l'intenzione di gettare una bomba contro Manhattan, a meno che il governo non soddisfi delle loro richieste. Golia e i Vendicatori riescono tuttavia a sconfiggerli, costringendo Ultron-5 alla fuga. Tempo dopo, Hank Pym, con una sua invenzione, scopre che Ultron è una sua creazione, un'intelligenza artificiale che Pym aveva costruito basandosi su Dragon Man (sua vecchia nemesi), per rendere il mondo un posto perfetto. Venuto a conoscenza delle vere origini dell'androide, Pym viene attaccato da un sintezoide (termine coniato dallo scienziato per descrivere un essere sintetico androide) chiamato Visione, costruito dallo stesso Ultron per uccidere i Vendicatori di Pym. Visione però si ribella al creatore, lo sconfigge ed entra a far parte del gruppo di supereroi, sotto l'appoggio di Iron Man, Capitan America, Thor e lo stesso Golia.
Durante un esperimento, Hank Pym entra a contatto di strane sostanze che lo trasformano nel Calabrone. Diffondendo la voce di aver ucciso Golia, Calabrone sconfigge vari criminali e mette pressione ai Vendicatori per entrare nel gruppo. Inoltre, sposa Janet van Dyne, che a sua insaputa è a conoscenza della vera identità di Calabrone. Tuttavia, quando il Circo del Crimine attacca la sede degli Avengers durante il matrimonio, Calabrone impazzisce, ed ingrandendosi si rivela essere Henry Pym davanti a tutti i presenti. Dopo aver sconfitto il malvagio gruppo di manigoldi, si scopre che nonostante la schizofrenia di Pym, il matrimonio è valido ed i due vanno a nozze. Ritornato nei Vendicatori assieme a Janet, Pym ritorna a vestire i panni di Yellowjacket.

### Calabrone
Come Calabrone, Hank Pym aiuta il collega Occhio di Falco a diventare il secondo Golia. Cede inoltre la leadership del gruppo a Capitan America, ritornato nel gruppo. Entra poi a far parte dei Difensori, anche se dedica la maggior parte del suo tempo ai suoi esperimenti da laboratorio. Durante questo periodo, Pym inizia a soffrire di schizofrenia, e non sentendosi più a suo agio nelle vesti del Calabrone, ritorna come Ant-Man, abbandona gli Avengers, aiutandoli soltanto durante la guerra Kree-Skrull a far ritornare in vita suo nipote, la Visione. Come Ant-Man, Pym sventa diversi crimini, sconfiggendo dei criminali che avevano rapito il figlio del suo collega Curt Connors, Billy, e che volevano in cambio la formula di droghe sperimentali. Entrato a contatto di uno strano virus, inoltre, Hank rimane bloccato alle dimensioni di una formica. In preda al panico, sconfigge Testa d'Uovo, salvando la nipote Trixie Starr e chiede aiuto alla moglie, Wasp, che viene tuttavia attaccata da Turbine, segretamente l'autista di Janet Van Dyne. Dopo tutto ciò viene rapito da Para-Man, un androide costruito dal dottor Boswell per assimilare il potere degli insetti. Ant-Man riesce però a sconfiggerlo e a portare in salvo Wasp, la quale, contraendo lo stesso virus del marito, si trasforma in una vera e propria vespa. Hank è costretto a sconfiggerla, ma viene poi rapito dal dottor Nemesis, che riporta l'eroe a dimensioni normali e gli ruba i poteri per potersi infiltrare negli Avengers e rubare informazioni preziose. Scoperto il piano segreto del criminale, Hank Pym lo sconfigge.
Dopo quest'avventura, Hank ritorna a vestire i panni di Calabrone rientrando anche negli Avengers. Dopo una battaglia con Toad, Wasp viene ferita segretamente e Pym tenta di prendersi cura di lei, fino a quando viene a sapere del fatto che l'autista di sua moglie, Charles Matthews è in realtà David Cannon, il supercriminale noto come Turbine. Quest'ultimo tenta di uccidere Wasp, ma viene sconfitto da Calabrone, aiutato dalla Bestia. Nonostante la vittoria, Yellowjacket perde i sensi rischiando la vita e suo nipote Visione gli salva la vita, entrando nel suo corpo. Hank viene in seguito controllato mentalmente da Ultron, il quale lo costringe a vestirsi da Ant-Man per lottare contro gli Avengers e per costruirgli una moglie, Jocasta. Hank è dunque costretto a prendere ordini dalla sua creazione, fino a quando non viene salvato dai Vendicatori. In seguito, Jocasta prenderà vita grazie allo stesso Ultron, ma diventerà un'eroina, tradendo il promesso sposo e entrando a far parte degli Avengers. Tutto ciò perché Ultron, per costruirla, si era basato sui tracciati cerebrali di Wasp. Inesorabilmente i problemi mentali di Calabrone continuarono a peggiorare. In seguito decide di permettere a Scott Lang di usare il suo vecchio costume per diventare il secondo Ant-Man.
Successivamente, Calabrone e Wasp si uniscono in battaglia assieme a Spider-Man per sconfiggere il neocriminale Equinox. Pym muore apparentemente durante lo svolgimento della lotta, ma riesce a ritornare in tempo per sconfiggere il manigoldo. Calabrone lascia in seguito gli Avengers per dedicarsi interamente ai suoi esperimenti da laboratorio. Quando Wasp viene rapita dal dottor Pernell Solomon, Hank Pym rientra nel gruppo per salvarle la vita al fianco degli Avengers, portandosi con sé il suo allievo Scott Lang, il secondo Ant-Man. I due riescono a soccorrere Wasp, scoprendo che Solomon è un membro dello staff di una scuola dedita ad addestrare supercriminali che, dopo aver sofferto di problemi al cuore, si è clonato, dando vita a Selbe. Con l'intento di uccidere il suo clone per trapiantarsi un nuovo cuore, Solomon viene ucciso dal proprietario dell'accademia, Taskmaster, che ingaggia una lotta con gli Avengers al gran completo, che lo mettono alla fuga.
Calabrone aiuta poi il gruppo a sconfiggere Red Ronin, un robot costruito dalle Stark Industries che, impazzito, ha quasi provocato lo scoppio della III guerra Mondiale. Dopo altre avventure, Yellowjacket, insicuro di sé, decide di far capire a tutti i membri della squadra la sua importanza, attaccando ferocemente Elfqueen. Capitan America non prende positivamente questo avvenimento, e decide allora di sottoporre alla Corte Marziale Hank Pym. Per evitare tutto ciò, il Calabrone, ispirandosi a Ultron, costruisce un altro robot, Salvation-01, e lo scaglia contro gli Avengers con l'intento però di sconfiggerlo davanti ai loro occhi per riguadagnarsi la loro fiducia. Wasp però lo scopre, ma viene attaccata dal Calabrone, che alla fine scatena una lotta tra Avengers e Salvation-01. Quest'ultimo viene sconfitto da Janet, la quale salva i Vendicatori. Hank Pym, ormai sconsolato e pieno di vergogna, abbandona la Avengers Mansion e Wasp chiede il divorzio, legandosi sentimentalmente ad Iron Man. Dopo aver scoperto che l'alter ego dell'eroe è Tony Stark, un collega di Hank Pym, Janet decide di lasciarlo, chiudendo il loro rapporto.
Hank Pym viene tuttavia incastrato da un suo vecchio nemico, Testa d'Uovo, che lo costringe a rubare dell'adamantio fingendo di tenere in ostaggio sua nipote Trish Starr, amica di Pym, che in passato ha fatto da cavia contro la sua volontà ai suoi esperimenti (per la quale perse il braccio sinistro). Calabrone viene sorpreso dai Vendicatori, ma, per salvare la vita dell'amica, è costretto a combatterli. Dopo essere stato sconfitto, spiega la sua situazione agli Avengers, ma l'unica testimone, ossia Trish, grazie al lavaggio del cervello di Testa d'Uovo, smentiscce la versione dell'eroe, il quale finisce in prigione. Questa situazione si complica quando Janet instaura una relazione con uno dei più grandi amici di Calabrone, Tony Stark, non sapendo che questi è Iron Man. Dopo esserne venuta a conoscenza, i due prendono le distanze. Pym viene stuzzicato dal compagno di prigione David Cannon e dando di matto, non fa altro che peggiorare la sua situazione, fino a quando il secondo Ant-Man non cerca di farlo uscire di prigione, aiutandolo come Pym ha aiutato lui. Hank però rifiuta la generosa offerta, decidendo di vedersela con Testa d'Uovo legalmente. Il suo esaurimento nervoso migliora grazie allo psichiatra della prigione, ma durante il processo, i Signori del male guidati da Testa d'Uovo irrompono nell'edificio, facendolo evadere, rendendolo così, agli occhi degli Avengers, un vero e proprio criminale. Henry viene costretto a lavorare per loro per trovare una cura per la morte, ma, all'insaputa di tutti, elabora un piano contro il genio criminale, sconfiggendolo. Durante la battaglia, viene anche soccorso da Occhio di Falco, che uccide per errore Elihas Starr. Con l'aiuto di Scott Lang, Calabrone riesce a provare che Trish era vittima di un condizionamento mentale. Così facendo, la ragazza scagiona pubblicamente Henry. Finalmente guarito dai suoi problemi nervosi, Hank abbandona la carriera da eroe, lasciando Janet e gli Avengers.

### Dottor Pym
Hank Pym ricompare solo tempo dopo, entrando nei Avengers della Costa Ovest come membro di supporto della squadra e consulente per la ricerca scientifica, senza assumere alcuna identità supereroica. Con l'aiuto di Firebird, riesce dunque a capire come continuare la sua carriera nel gruppo e, utilizzando come modello i tracciati cerebrali di una vecchia formica alleata uccisa sul campo di battaglia, Korr, Pym realizza il Rover, una intelligenza artificiale a veicolo che si è rivelata utile in più di un'occasione. Inoltre, sempre grazie a Firebird, riesce a conciliare le due aree più importanti della sua vita, ossia la lotta contro il crimine come supereroe e la ricerca scientifica.
Nonostante la via intrapresa, Pym mostra tuttavia dei problemi di insicurezza che lo portano in seguito alla decisione di meditare il suicidio. Grazie a Firebird, riesce però a riprendere i suoi passi, e dopo una breve relazione con lei, ne inizia un'altra con Tigra, rivelandosi di nuovo un uomo affidabile. Dopo la rottura con Greer Nelson, Pym tenta di approcciarsi con Wasp, ma il rapporto è ancora instabile e i due diventano soltanto amici.
Durante il suo periodo negli Avengers West Coast, Hank Pym fronteggia numerose minacce al fianco dei suoi compagni di squadra. In una missione, lo scienziato scoprirà che la sua ex moglie, Maria Trovaya, è in realtà ancora viva e che, per tutti questi anni, l'A.I.M. l'ha utilizzata come cavia per i suoi esperimenti. Hank decide di abbandonare il suo posto negli Avengers per aiutarla in questo difficile momento, ma dopo diverse analisi scoprirà che Maria non è mai sopravvissuta in Ungheria, e che l'A.I.M. voleva manipolare Pym. Frustrato, Hank ritorna negli Avengers West Coast, spesso con la carica di leader.
Viene inoltre contattato da Ultron, che voleva aiuto per realizzare un'altra moglie robotica. Ormai alla mercé di Ultron, Pym costruisce War-Toy, basandosi sui tracciati cerebrali della Vendicatrice Mimo. Tuttavia, gli Avengers West Coast riusciranno a salvarla ed a sconfiggere i due androidi, che per divergenze di idee, si erano distratti dalla lotta contro la squadra. In seguito, Pym e tutti gli altri eroi criminali capaci di cambiare le proprie dimensioni vengono catturati da alieni provenienti dalla dimensione Kosmos, il luogo da cui provengono le Particelle Pym. Gli invasori tentano di disattivare il costume di Pym, ma riescono solo a bloccare la funzione della tuta che permette allo scienziato di rimpicciolirsi, il quale allora riprende l'identità di Giant-Man, con un costume simile a quello usato nei Vendicatori. Durante questo periodo, Pym inizia a soffrire di attacchi di panico.
Ritornato sotto l'identità di Giant-Man, Hank Pym decide di abbandonare gli Avengers West Coast per unirsi agli Avengers principali, aiutandoli a combattere Iron Man, ormai impazzito e sotto il controllo di Kang il Conquistatore. Dopo la morte di Stark, il dottor Pym riuscirà anche a guarire Wasp da alcune ferite di battaglia, rendendola una vera e propria vespa umana mutata. Inoltre, Giant-Man scopre che i suoi attacchi di panico erano stati causati da Kang, che voleva il controllo del corpo dello scienziato. Successivamente si scoprirà però che gli attacchi erano soltanto una reazione di Pym alle manipolazioni di Immortus.
Sempre come Giant-Man, Hank Pym si unisce alla squadra per lottare contro Onslaught, sacrificandosi per salvare i propri compagni dal malefico essere. Durante la battaglia, però, tutti i Vendicatori vengono uccisi. Per farli rinascere, il figlio della Donna Invisibile, Franklin Richards, crea una dimensione tascabile per trasferire al suo interno le coscienze di tutti i caduti. Pym ricomincia la sua vita da zero come Ant-Man, con un nuovo costume, e ricreando Ultron e Visione. Dopo un certo periodo, Henry ritorna però alla sua vita di prima, ridiventando Giant-Man, ed entrando nei Vendicatori per fermare Morgana LeFay. Successivamente, preferisce la ricerca scientifica alla vita da avventuriero e si prende dunque un altro periodo di pausa. Si riconcilia inoltre con Janet Van Dyne, chiedendole di sposarlo ancora, ma lei rifiuta.
Pym e Janet aiutano la squadra quando serve, ad esempio contro il fratello malvagio di Wonder Man: il Sinistro Mietitore. Durante questo periodo Henry ricomincia a usare l'identità di Golia, con un costume simile a quello di Giant-Man ma di colore blu. Le ricerche di Pym vengono spiate da Ultron, che in seguito cattura Pym e i suoi assistenti chiamandoli "famiglia". Il robot malvagio rivela che lo scienziato aveva basato l'intelligenza artificiale dell'androide sul proprio cervello e Ultron intende fare lo stesso con tutta la "famiglia", costruendo un'armata di robot con l'aiuto delle ultime ricerche di Hank. I Vendicatori salvano Pym e sconfiggono il robot con l'aiuto della sua conoscenza tecnica. Poco tempo dopo, Golia e Wasp lavorano di nuovo nella squadra a tempo pieno. Ad un certo punto, mentre cerca informazioni sui piani del malvagio stregone Kulan Gath, Pym viene trasformato in una versione gigante del Calabrone. Sebbene ritorni presto alle dimensioni normali, il processo ha permesso all'identità di Calabrone, che risiede nella mente di Henry, di crearsi un corpo attraverso la materia extradimensionale usata dallo stregone per ingigantire Pym. Lo scienziato aveva sempre cercato di reprimere in sé l'impulsivo, egoista Calabrone attraverso l'uso della ragione e della prudenza, ma ora le due personalità hanno due corpi differenti e indipendenti. Il "Calabrone" aiuta "Golia" e i Vendicatori a sconfiggere lo stregone, ma senza mostrarsi, e li segue fino al loro quartier generale. Presto, il Pym malvagio cattura quello buono, lo imprigiona e prende il suo posto nella squadra. Sebbene molti dei suoi compagni di squadra trovino il comportamento di "Golia" molto strano, nessuno sospetta cosa sia successo. Il Calabrone è però affetto anche da forti dolori dovuti alla materia extra-dimensionale di cui è fatto. Alla fine il dolore diventa troppo forte e il criminale svanisce. Ignari del motivo dell'accaduto, i Vendicatori chiedono aiuto a uno dei loro nemici, Jonathan Tremont, che trova Pym e lo aiuta a fondere di nuovo assieme le due parti della sua personalità. Hank, ritornato nella squadra, assume di nuovo l'identità del Calabrone, che gli aveva procurato tanti guai, per poter fronteggiare i suoi problemi interiori e risolverli. La relazione tra Pym e Wasp diventa sempre più romantica, infatti condividono la stessa casa e spesso vanno in vacanza assieme. Allora Hank chiede nuovamente a Janet di sposarlo, ma lei rifiuta perché teme che possa sperimentare altre crisi da stress. I due sconfiggono insieme la loro vecchia nemesi Whirlwind, che, impazzito, ha dimostrato di avere una vera e propria ossessione per Wasp. Tuttavia qualche tempo dopo la ragazza incomincia ad interessarsi ad Occhio di Falco, amico e compagno di squadra di Henry.

### Vendicatori Divisi
La loro crisi di coppia viene messa in secondo piano durante i tragici eventi di Vendicatori Divisi, durante i quali il secondo Ant-Man (Scott Lang) muore e Janet van Dyne cade in coma, colpita gravemente da She-Hulk, resa una pazza e incontrollabile dai poteri di Scarlet. Alla vista di Janet ferita, Henry si spaventa moltissimo e decide di non lasciarla sola nemmeno per un istante, pregandola in lacrime di risvegliarsi. Una volta guarita, i due tornano finalmente insieme. La coppia decide di non prendere più parte alle vicende dei Vendicatori; dopo che questi si sciolgono, Pym viene assunto come ricercatore scientifico all'Università di Oxford. Nonostante sia uno dei maggiori scienziati dell'universo Marvel (le sue invenzioni e le sue conoscenze sono state di grande aiuto alla comunità dei supereroi in più di un'occasione) e pur essendo tra i fondatori del più potente gruppo di supereroi della Terra, Hank Pym continua ad avere un certo complesso d'inferiorità rispetto agli altri supereroi e sarà sempre afflitto dai sensi di colpa per aver picchiato la moglie e aver creato la minaccia di Ultron. Durante la sua permanenza ad Oxford, la sua relazione con Janet si riempie di forti discussioni, tanto che i due decidono di interromperla. È in questo periodo che lo Skrull Criti Noll rapisce Pym, dopo aver avuto una relazione con lui, prendendo il suo posto sulla Terra al fianco dei Vendicatori, iniziando a spargere sfiducia nella comunità dei supereroi.

### Civil War
Sia Pym (in realtà Criti Noll) che Wasp riappaiono nel crossover Civil War. Il Calabrone è dalla parte di Iron Man, con la convinzione che i supereroi devono essere registrati e controllati. Il suo complesso di inferiorità ha probabilmente giocato un ruolo importante nella sua decisione; infatti, quando Capitan America gli propone di combattere contro il Protocollo di Registrazione, Pym risponde che era sorpreso di essere tenuto così in considerazione da Cap, e che non si aspettava di venir contattato. Pym prende parte alla battaglia all'impianto chimico Geffen Meyers e assiste all'uccisione del suo amico Bill Foster alias Golia Nero da parte di un clone di Thor, che ha contribuito a creare assieme a Iron Man e Reed Richards. Distrutto dal dolore per la morte dell'amico, esprime apertamente la sua rabbia contro Richards per aver lasciato che l'omicidio accadesse. Pym inizia dunque ad avere dubbi sul suo schieramento, inoltre viene anche catturato e sconfitto da Hulkling in Arizona, cosicché il ragazzo potesse trasformarsi in Pym e liberare tutti i prigionieri della Zona negativa per conto di Capitan America. Tuttavia è la squadra di Iron Man ad uscirne vittoriosa e l'iniziativa dei 50 stati viene resa pubblica. Hank entra per un po' nei Potenti Vendicatori come Ant-Man per sconfiggere Ultron. Sulla Terra, Noll inizia a ricevere più successo rispetto a Pym stesso, tanto da diventare l'uomo dell'anno secondo la rivista Times. Il falso Hank diventa anche un istruttore di supereroi dell'Iniziativa a Camp Hammond.
Sempre Criti Noll, inizia a lavorare per lo S.H.I.E.L.D., e così facendo, fonda il progetto del terzo Ant-Man, che originariamente doveva essere Mitchell Carson. Tuttavia, l'amico di quest'ultimo, Eric O'Grady, riesce a prendersi l'armatura, scappando e divenendo un ricercato agli occhi dell'agenzia spionistica. Per tentare di catturarlo, Hank Pym offre a Mitchell l'equipaggiamento da Ant-Man, ma viene sconfitto ripetutamente dallo stesso O'Grady. Carson inizia a provare un'irrefrenabile voglia di vendetta nei confronti di Eric, che la spinge ad essere accusato di tentato omicidio, venendo catturato da Iron Man. Hank Pym e Tony Stark addestrano così Eric O'Grady, donandogli l'armatura da Ant-Man e facendolo diventare un Avenger.

### Secret Invasion
Quando Iron Man conduce Reed Richards e Hank a fare l'autopsia al cadavere dello Skrull/Elektra, l'ex vendicatore rivela anch'egli un infiltrato alieno, colpendo Reed con una pistola laser, proprio quando il leader dei Fantastici Quattro aveva capito il segreto che rende irrilevabili gli Skrull. Criti Noll, assieme agli Skrull che impersonificano Edwin Jarvis e la Donna Ragno, mette in atto un piano per sconfiggere una volta e per tutte l'umanità. Così facendo, si scopre che in passato, il finto Calabrone, ha trasformato Wasp in un'arma biologica in grado di sconfiggere tutti gli Avengers. Durante diverse missioni, viene rivelato che ci sono stati diversi Skrull ad impersonare Pym, questo perché ognuno di loro cominciava a manifestare dubbi sulla riuscita del piano d'invasione, costringendo allo Skrull con le sembianze di Dum Dum Dugan di stroncare l'operazione. Criti Noll sembra dunque essere la versione meglio riuscita di Hank. Durante la battaglia finale, attiva l'arma finale, ossia Wasp, contro gli Avengers, ma questi riescono a neutralizzarla, uccidendo apparentemente Janet. Criti Noll viene ucciso durante l'Invasione, ed i Vendicatori riescono a liberare il vero Pym da una cella, il quale, dopo aver scoperto tutto ciò che è successo sulla Terra durante la sua assenza, decide di onorare la morte della moglie diventando Wasp II e guidando una nuova squadra di Vendicatori, i Mighty Avengers.

#### Dark Reign: il nuovo Wasp
Dopo avere appreso degli eventi di Civil War e della morte di Capitan America, Hank sfoga tutta la sua rabbia contro Tony Stark, chiedendogli come ha potuto permettere che tutto questo accadesse, proprio durante il funerale di Wasp. Ricordando i momenti più importanti della loro storia, Hank decide di onorare l'amata ex moglie modificando i suoi tracciati biologici in modo da evitare che le Particelle Pym possano essere esposte a una carica negativa come era capitato a Jan e ottenere i suoi poteri e onorarla assumendo l'identità di Wasp. Mentre è in laboratorio con la sua assistente robotica Jocasta, Hank viene raggiunto da Jarvis, Ercole e Amadeus Cho per formare un nuovo team di Vendicatori. Hank si dimostra inizialmente scettico, ma cambia idea in seguito alle parole del fedele maggiordomo e di Wanda Maximoff, che raduna con i suoi poteri alcuni potentissimi eroi: i due Giovani Vendicatori Visione e Stature, il supersoldato americano U.S. Agent e il possente Hulk. Hank decide di assumere il ruolo di leader, nonostante il suo complesso d'inferiorità. Hulk, come fa col gruppo originale, se ne va dopo la prima avventura.
Si unisce poi al team anche Quicksilver, dicendo alle telecamere di tutto il mondo di essere anch'egli stato sostituito dagli skrull. Jarvis e Pym sanno bene che il mutante mente, ma decidono ugualmente di includerlo nel team, per concedergli una seconda occasione di riscatto. I Vendicatori riescono a fermare Chton. Hank, per costruire una nuova base usando Jocasta, ingaggia una lotta "amichevole" con i Fantastici Quattro. Alla fine della battaglia dove la Torcia Umana e la Cosa si sono scontrati con Ercole e Visione, Hank e Reed trovano un accordo e Mister Fantastic consegna a Hank un congegno che servirà a costruire un nuovo palazzo per i Potenti Vendicatori di dimensioni infinite. In seguito, mentre esplora il Sovraspazio, incontra Eternità che gli rivela che lui è lo Scienziato Supremo della Terra; Hank viene definito dall'avatar universale "il Mago", cioè colui che avvicina di più la scienza alla magia. Hank ritorna nel suo mondo e si prepara a partire per la Cina, per combattere l'Innominato insieme ai suoi compagni di squadra. Hank ha in seguito scoperto che Eternità altri non era che Loki, che lo aveva semplicemente manipolato con i suoi tipici inganni. Questo avvenimento ha fatto così cadere in depressione Wasp II.

### Giant-Man
Dopo la caduta di Norman Osborn durante l'assedio, Hank Pym decide di fondare una scuola capace di addestrare adolescenti super-dotati in supereroi del futuro, assumendo la sua vecchia fiamma Tigra, Quicksilver e Justice come professori. Pym assume dunque il ruolo del preside dell'istituzione e recluta diversi studenti quali Rettile, Meetle, Hazmat e Striker.
Nonostante i continui sforzi di Hank per addestrare gli adolescenti, questi vengono alla fine a conoscenza del fatto che in realtà si trovano nell'accademia non per diventare dei supereroi del futuro, bensì perché potrebbero rivelarsi dei potenziali super criminali. Sempre come Wasp II, Hank Pym difende la propria scuola da diverse minacce, tra cui la sua vecchia nemesi Turbine, il quale, convinto che il supereroe abbia ucciso Janet van Dyne e usurpato il suo nome, mette a repentaglio le vite degli studenti. Wasp II riesce tuttavia a sconfiggere il criminale grazie all'aiuto dei suoi Vendicatori.
Dopo la battaglia con Turbine, Hank Pym lavora assieme a Reed Richards per salvare il mondo, ma viene interrotto dal terzo Ant-Man, Eric O'Grady, per una revisione al nuovo costume. Pym, tuttavia, scopre di essere stato derubato dall'A.I.M. di Monica Rappaccini: un suo dispositivo, l'iHeaven, un portale che raffigura un paradiso artificiale, è scomparso. Hank, decide di andare in missione assieme ad Ant-Man, tentando di riprendere la sua invenzione dalle mani della Rappaccini. Quest'ultima ha rubato il dispositivo per vendere un posto al paradiso artificiale a chi poteva permetterselo, oltre a catturare l'attenzione di Pym per farlo entrare nella sua confraternita. Pym e O'Grady riescono tuttavia a sconfiggerla ed a riprendersi l'iHeaven. Wasp II istituisce inoltre una fondazione a nome di Janet van Dyne, con l'intento di aiutare le donne in pericolo. Durante quest'avventura con Ant-Man, Pym incontra anche la coscienza del suo vecchio collega di laboratorio, Bill Foster, morto durante la guerra civile dei super umani.
Ritornato all'accademia Vendicatori, Pym, pensando al suo scontro con Turbine, decide di abbandonare l'identità di Wasp. Ritorna dunque a vestire i panni di Giant-Man, evitando un'evasione dal carcere dell'Uomo Assorbente, usando i suoi poteri d'ingrandimento e di rimpicciolimento, trasportandolo nel Microverso per qualche breve istante. Dopo aver consegnato alle autorità Creel, Hank Pym ritorna a frequentare Tigra, ed a allevare assieme a lei il suo figlio William Nelson, concepito assieme a Criti Noll (skrull che ha impersonato Hank durante l'invasione segreta), ma a tutti gli effetti figlio biologico di Giant-Man. Nonostante questa relazione, Hank non si arrende nel ritrovare una cura per riportare in vita la sua ex moglie Wasp, uccisa precedentemente da Thor.
Come Giant-Man, Pym sfrutta i suoi poteri per guidare i Vendicatori Accademia contro mortali minacce quali quella di Korvak e fronteggiando il ritorno dell'Uomo Assorbente, potenziato dal serpente Syn, che assetato di vendetta nei confronti dello scienziato, viene aiutato da Titania per sconfiggere i Vendicatori di Pym. I due vengono tuttavia sconfitti. Dopo il diploma degli studenti, Giant-Man abbandona temporaneamente l'accademia, per schierarsi dalla parte degli Avengers durante il conflitto contro gli X-Men, aiutando Tony Stark a costruire la Phoenix-Killer, un'armatura guidata da Iron Man capace di distruggere la forza Fenice.
Ritornato ai suoi esperimenti, Hank viene a sapere dall'amico Tony Stark che la sua ex moglie, Janet van Dyne, potrebbe essere ancora viva, ma sperduta nel Microverso. Come Giant-Man, Pym decide di accompagnare i Vendicatori nella missione. Il gruppo, incontra Wasp, che per sfuggire all'attacco di Thor durante l'invasione segreta, e per non mettere a repentaglio la vita dei compagni di squadra (essendo stata trasformata in una bomba dagli skrull), si rimpicciolì a dimensioni microscopiche, finendo così nel Microverso. Qui, Janet è stata costretta a scappare da un tiranno, Lord Gouzar, che voleva la sua morte. Giant-Man e i Vendicatori sconfiggono la minaccia, che aveva intenzione di dominare l'universo, e ritornano a New York per festeggiare il ritorno del compagno di squadra. Tuttavia, il rapporto tra i due sembra essere terminato.
Pym, durante questo periodo, aiuta anche Daredevil in diverse missioni, in particolare quando Matt Murdock viene rapito dal Dottor Destino e contagiato da uno strano virus che annulla tutti i sensi. Giant-Man riesce a salvargli la vita rimpicciolendosi nel suo corpo e eliminando le sostanze che hanno causato a Murdock la perdita dei cinque sensi ed a proteggere i suoi cari dall'attacco di Bullseye. Aiuta il vigilante anche a San Francisco per inscenare la morte di Foggy Nelson, che aveva precedentemente incontrato con l'intento di aiutarlo per il cancro.
Ultron, dopo tanto tempo di inattività, ritorna, distruggendo tutta l'umanità (incluso Giant-Man) e costringendo una povera frazione di eroi al riparo, nascondendosi dall'intelligenza artificiale. Mentre un gruppo della resistenza guidato da Nick Fury decide di far fronte all'esercito di androidi, Wolverine decide di viaggiare nel passato proprio nel momento precedente la creazione del malvagio Ultron, uccidendo Golia ed impedendo così una serie di avvenimenti che risparmieranno la vita di miliardi di persone, incluse quella dei colleghi supereroi. In quest'avventura, Logan viene assistito dalla Donna Invisibile. Dopo aver ucciso Golia, si scopre che il presente è addirittura peggiorato, e i due arrivano dunque alla conclusione che un mondo senza Pym non è possibile. Wolverine decide dunque di ritornare nel passato e di impedire l'uccisione di Golia, consigliandogli invece di continuare la sua invenzione ma di inserirgli all'interno un virus da attivare qualora Ultron si rivelasse una vera e propria minaccia. Malgrado Susan Storm sembri titubante all'idea, il piano funziona, e Pym riesce ad attivare il virus uccidendo Ultron nel presente. Dopo la battaglia finale, Pym forma una nuova squadra di Vendicatori: gli Avengers A.I., composti da intelligenze artificiali come Victor Mancha, un Doombot, Alexis, la Visione e Jocasta.
Dopo aver fondato il gruppo dei robot Avengers (chiamati anche Avengers A.I.) con l'appoggio dell'agente dello S.H.I.E.L.D. Monica Chang, Hank Pym abbandona temporaneamente la sua identità di Giant-Man, riprendendo tuttavia quella di Ant-Man per più di un'occasione, aiutando Capitan America e Ciclope a sconfiggere degli Skrull e aiutando Daredevil ad inscenare la morte di Foggy Nelson a San Francisco. Malgrado queste avventure, Pym, continua il suo tempo libero in laboratorio per aiutare lo S.H.I.E.L.D. ed il suo gruppo di Vendicatori a fronteggiare Dimitrios, un'intelligenza artificiale costruita dallo stesso scienziato che ha intenzioni ostili nei confronti della razza umana. Per fermarlo, la squadra verrà messa alla prova in più di un'occasione, ma alla fine, Hank, ritornato come Giant-Man, riesce a sconfiggere Dimitrios, salvando l'universo.
Otto mesi dopo, Henry pare aver sciolto gli Avengers A.I. per unirsi agli Illuminati di Tony Stark e Reed Richards, divenendo agli occhi dello S.H.I.E.L.D. del Comandante Rogers un ricercato. Calabrone viene incaricato da Stark e Richards di trovare Rabum Alal nel Multiverso, ma dopo diversi mesi, Pym viene ormai dato per scomparso dai suoi compagni di squadra. In realtà, Yellowjacket è ancora vivo, e pur non essendo riuscito a trovare ciò che voleva, ha scoperto chi è il responsabile delle incursioni: gli Arcani. Ritornato a casa, Hank riesce ad avvertire gli Avengers e gli Illuminati, arrivando alla conclusione che il tempo per l'uomo è ormai finito.
Il piano dei supereroi per fronteggiare la fine del mondo è dunque quello di costruire una scialuppa di salvataggio per salvare dall'apocalisse diversi scienziati che, dopo l'ultima incursione, faranno ripartire la razza umana da zero. Non ritenendo Hank Pym adatto alla missione per la sua mentalità instabile, i Vendicatori optano per altri scienziati. Calabrone muore dunque durante l'incursione tra Terra-616 e Terra-1610.

### Ultron
Dopo la fine del mondo, l'universo 616 viene ristorato per mano di Mr. Fantastic, e Pym ritorna in vita. Ripreso il costume da Giant-Man, rientra negli Avengers al fianco della Squadra Unione per fronteggiare una sua storica nemesi: Ultron si è infatti rivelato essere ancora in vita per tutto questo tempo. In una vecchia missione, un'armatura dell'intelligenza artificiale riuscì a salvarsi ed a trasferirsi su Titano, terra degli Eterni, con l'intento di conquistarla. Giant-Man, al fianco del gruppo, riesce ad avere un confronto finale con Ultron, ma con un'astuta mossa l'androide riesce a fondersi con Pym, divenendo un unico essere. Gli Avengers, per fermare Ultron Pym, sono costretti però a combattere contro di lui, fino a quando, verso il cuore della battaglia, lo strano essere decide di scappare nello spazio per meditare. Wasp, decide di considerare questo avvenimento come se Hank fosse stato ucciso da Ultron, costruendo una statua a suo onore nella sede dei Vendicatori.
Diversi mesi prima, Hank Pym, sempre come Giant-Man, decise di chiedere aiuto al suo successore Scott Lang per sconfiggere Testa d'Uovo, altra storica nemesi del personaggio che era stata precedentemente uccisa da Occhio di Falco. Il piano andò a buon fine, consegnando Starr alle autorità. Nel presente, dopo che Scott Lang ha scoperto della morte di Pym, incontra la moglie Wasp, che gli dona il costume da Giant-Man. Il secondo Ant-Man tuttavia decide di declinare l'offerta di Janet, per regalarlo a Raz Malhotra, un ragazzo che in passato si è dimostrato valido nella lotta tra Giant-Man e Testa d'Uovo.
Nel frattempo, una ragazza di nome Nadia, rivela di essere la figlia dello scienziato e della sua prima moglie, Maria Trovaya. Allevata in Russia nella Red Room dal Soldato d'Inverno, la ragazza ha già dimostrato di possedere un quoziente intellettivo elevato come il padre. Non avendolo trovato in casa a causa della sua prematura scomparsa per mano di Ultron, Nadia decide di utilizzare dei vecchi equipaggiamenti da Ant-Man dei Pym Laboratories per costruirsi un'armatura da Wasp, diventando la terza persona in assoluto a possedere quell'identità da supereroe, entrando negli Avengers di Tony Stark con l'intento di trovare i suoi genitori perduti, con l'aiuto del maggiordomo del gruppo, Edwin Jarvis.
Hank Pym ritorna in scena soltanto tempo dopo come Ultron, rivelando al team che nello spazio ha continuamente lottato per il controllo del suo corpo, ormai unitosi a quello della sua creazione e di aver vinto la battaglia. Nonostante ciò, Capitan America, ritornato giovane, continua ad avere dei dubbi al riguardo e contatta dunque Wasp per indagare sulla faccenda.
Dopo aver aiutato la Squadra Unione per alcune missioni, Ultron incontra la sua ex moglie, Janet van Dyne. La ragazza, interagendo con lui, arriva ad una conclusione, affermando che non è Hank Pym ad indossare Ultron, ma l'esatto opposto: l'intelligenza artificiale ha ucciso Giant-Man e ne indossa la faccia soltanto per tranquillizzare il gruppo. Cable, dopo aver ascoltato la versione di Janet, decide di mettere alla prova Hank, facendolo arrabbiare: tutto ciò scatena una strana reazione nel corpo di Pym, che consente ad Ultron di uscire allo scoperto.
Ultron inizia a lottare contro la Squadra Unione, infettando con un virus tecnorganico Deadpool e rompendo una gamba a Quicksilver. Durante la battaglia, Visione soccorre i Vendicatori, tentando di battere l'intelligenza artificiale e di liberare Hank Pym dal corpo dell'androide. Grazie ad una bomba E.M.P. detonata da Wasp, Pym ritorna possessore del corpo di Ultron ed inizia a rimproverare gli Avengers per non essersi interessati delle sue condizioni dopo la battaglia contro Ultron. Il momento di lucidità dura poco, e l'intelligenza artificiale riesce a scagliare un attacco contro la Squadra Unione, ma viene fronteggiato da Visione che, non riuscendo a tenergli testa, decide dunque di attirarlo verso la Hulkbuster di Iron Man, che riesce ad atterrare Ultron.
Ultron riesce a tener testa alla Hulkbuster, ma quest'ultima lo imprigiona per trasportarlo nello spazio, dove ingaggia una cruenta battaglia con Visione, che dopo essersi accertato della morte di Hank Pym, lo scaglia contro il sole, uccidendolo. All'insaputa degli Avengers però, il diabolico essere è ancora vivo: deciso a prendersi del tempo per capire se Pym è veramente morto, Ultron promette un suo ritorno.

## Poteri e abilità
Il Dottor Pym è uno scienziato geniale sia nel campo della robotica/cibernetica sia in quello della biochimica. Nel corso della sua lunga carriera crea il robot chiamato Ultron, ripara spesso la Visione e inventa la maggior parte dell'equipaggiamento dei Vendicatori. Il Rover, un robot malvagio da lui creato, funge da jet e possiede una rudimentale intelligenza artificiale e capacità offensive. Pym è uno degli uomini più intelligenti del mondo assieme a Tony Stark, Reed Richards e Bruce Banner, essendo un esperto nel campo della robotica e in quello delle intelligenze artificiali.
La sua più grande invenzione sono le "Particelle Pym", capaci di trasferire o prendere la massa in un'altra dimensione. Assumendo speciali capsule di Particelle, Pym è in grado di diventare alto dai 2 centimetri di Ant-Man ai 60 metri di Giant-Man (raggiunti comunque solo una volta). In seguito riesce a ingrandirsi o rimpicciolirsi a piacimento senza l'uso di alcuna tuta, grazie a un particolare trattamento chimico effettuato su se stesso. Nella forma di gigante può sollevare pesi di gran lunga superiori alle 100 tonnellate, come ha dimostrato riuscendo a sollevare un'enorme petroliera e scagliandola lontano senza fatica. Una modifica delle Particelle gli permette anche di diventare molto forte, sia quando è piccolo sia quando è un gigante.
Nell'identità del Calabrone, Pym usa una pistola a bio-energia (poi inclusa nei suoi guanti), inoltre riesce a volare attraverso delle ali potenziate con Particelle Pym. Nel suo casco è presente un apparecchio che gli permette di comunicare e controllare insetti e aracnidi (per lo più formiche); grazie alla sua tuta riesce inoltre a ingrandire gli oggetti attorno a sé, perdendo però questa capacità dopo aver combattuto contro Onslaught; in seguito riesce a modificare le dimensioni di un oggetto solo dopo averlo trattato nel suo laboratorio. Nonostante il suo potere gli conferisca capacità innate, Hank preferisce più di qualunque altra cosa lavorare nel suo laboratorio. Inoltre, per un periodo di tempo, Calabrone abbandonò i suoi poteri ingrandenti che riutilizzò di nuovo in Civil War.
Nell'identità di Wasp, Pym vola invece tramite ali che gli spuntano dalla schiena quando rimpicciolisce alle dimensioni di 3–4 cm, inoltre emette scariche biodistruttive prodotte dal surplus di carica biolettrica.
È inoltre il creatore dei robot Ultron e Salvation.
Di recente ha creato il Toolbot, un dispositivo con tutti i novecento strumenti utilizzati più spesso rimpiccioliti nello stesso contenitore che, grazie a uno smart-chip, gli dà sempre lo strumento che gli serve.
Sperimentando porzioni di tempo e spazio riducibili, ha creato le Tasche Pym, che gli permettono di collegarsi a diversi punti dello spazio-tempo, ovvero aprendo una qualsiasi porta si ritrova in qualsiasi punto del pianeta.
Grazie a un'invenzione sottratta a Reed Richards e utilizzando Jocasta, Hank riesce a creare il Palazzo Infinito dei Vendicatori: un luogo di altezza e larghezza incalcolabili, che può aprire porte su tutto il mondo.
Inoltre, da quando ha assunto l'identità di Ultron, possiede gli stessi poteri della sua vecchia creazione, come volare e sparare raggi laser. Il suo corpo inoltre si è unito totalmente a quello della sua malefica creazione.

## Personalità
Hank Pym è una delle otto menti più brillanti dell'Universo Marvel, essendo un esperto in quasi tutti i campi scientifici. È un biochimico di fama mondiale che soffre di un disturbo bipolare a causa delle continue manipolazioni mentali subite da sue vecchie nemesi (Ultron, Loki, Immortus e Kang il Conquistatore).
Nonostante questi problemi mentali, Pym si è rivelato affidabile in numerose occasioni. È inoltre afflitto dal senso di colpa per l'aver creato Ultron (con cui condivide gli stessi tracciati cerebrali). Soffre anche di un complesso d'inferiorità che lo costringe a ritenersi un supereroe di minore importanza rispetto agli altri Avengers. È per tale motivo che Pym ha adottato l'identità di Giant-Man e Golia.
Diventando il Calabrone, il personaggio ha anche iniziato a soffrire di schizofrenia, cosa che lo ha portato addirittura a lottare contro i suoi stessi compagni di squadra. Le diverse identità eroiche assunte dal personaggio non fanno altro che evidenziare la sua insicurezza. È inoltre uno scienziato che è disposto a tutto per il bene della scienza.
Hank Pym in diversi fumetti ha inoltre rivelato di essere ateo, ritenendo Thor ed Ercole degli alieni extradimensionali ritenuti dei. Considera il suo Dio la scienza.
Nonostante i suoi innumerevoli sensi di colpa nei confronti dei suoi fallimenti, Pym ha sempre cercato di riparare ai suoi errori, spesso in modo pacifico. È inoltre molto legato emotivamente alle formiche: quando una di queste, Korr, morì in missione, Pym provò un forte dispiacere che lo spinse addirittura ad utilizzare i suoi tracciati mentali per realizzare l'intelligenza artificiale/veicolo Roover.

## Versioni alternative

### Ultimate Marvel
Nella versione dell'etichetta Ultimate Marvel, Henry "Hank" Pym viene rappresentato come uno scienziato brillante ma mentalmente fragile: infatti, prende il Prozac per combattere la sua instabilità mentale e gli episodi depressivi. Ottiene le sue abilità di Giant-Man dopo aver trasfuso il sangue della moglie mutante Janet Pym. Il personaggio viene espulso dagli Ultimates dopo che il suo comportamento abusivo pone fine al suo matrimonio e il suo siero Giant-Man viene utilizzato dallo S.H.I.E.L.D. per realizzare un'intera squadra di Giant-Man. Diventato un paria, si unisce brevemente sia agli pseudoeroi che ai cattivi antiamericani nei panni di Ant-Man. Il personaggio alla fine si unisce agli Ultimates assumendo l'identità di Calabrone. Durante gli eventi della trama di Ultimatum, si sacrifica contro i duplicati dell'Uomo Multiplo, un attentatore suicida, per salvare le vite dei rimanenti Ultimates.
Dopo la sua morte, le varie formule e dispositivi del personaggio sono ancora in uso: la formula Giant-Man viene ulteriormente replicata dallo S.H.I.E.L.D. per avere diversi agenti Giant-Woman, mentre la sua tecnologia viene acquisita dall'Hydra. Giant-Man viene successivamente resuscitato insieme ai suoi compagni Ultimates quando il Superfluo che separava i diversi universi è stato distrutto da Creatore e dall'Alto Evoluzionario. Dopo che la Terra-1610 è stata ripristinata, Giant-Man viene visto con gli Ultimates quando aiutano l'Uomo Ragno a combattere Goblin.

### Age of Ultron
Durante il crossover Age of Ultron, Wolverine ritorna nel passato con l'intento di uccidere Golia prima della nascita di Ultron. Così facendo, si è formata un'altra linea temporale dove i Vendicatori si sono sciolti subito dopo la morte di Golia per rispetto nei suoi confronti. Gli stessi Avengers decidono di formare i Difensori, un'unione di Avengers e di X-Men composta da Dottor Strange, Colonnello America, la Cosa, Wolverine, Star Lord, Cable, Capitan Marvel, Hulk e Tony Stark. Il supergruppo ha affrontato diverse volte il Dottor Destino e durante l'Assedio, ha anche perso uno dei suoi membri più potenti, Thor. Dopo un attacco sferrato da Morgana Le Fay, diversi eroi del team muoiono. Wolverine e la Donna Invisibile, dopo essersi resi conto che un universo senza Pym è impossibile, decidono poi di modificare questa realtà, decidendo di ritornare nel passato per impedire a loro stessi di uccidere Golia.

### E se i Vendicatori non fossero mai esistiti?
In questa linea temporale Hank Pym è l'inventore delle Particelle Pym e, assieme alla compagna Wasp, un membro fondatore dei Vendicatori. Dopo aver sconfitto Loki, i due personaggi, assieme a Iron Man, Thor e Hulk decidono di unirsi in un gruppo per combattere quei criminali che nessun eroe, da solo, avrebbe potuto sconfiggere. Dopo alcune missioni, però, come nell'universo classico, Bruce Banner abbandona il gruppo. I Vendicatori iniziano dunque a dividersi, costringendo Thor, Wasp e lo stesso Giant-Man a lasciare Iron Man da solo. Tony tuttavia, riesce a riunire il gruppo grazie anche all'aiuto di Rick Jones: Giant-Man per l'occasione, indossa un'armatura da Iron Man blu, e assieme ai compagni di squadra riesce a fermare la minaccia di Namor il Submariner. Nonostante ciò, durante la battaglia finale, Tony Stark muore ed i Vendicatori decidono di riunirsi per far onore al Vendicatore caduto.

### Battleworld
Come molti altri personaggi, Henry Pym compare diverse volte nel Battleworld costruito dal Dottor Destino durante le Guerre Segrete. Il personaggio viene infatti citato dall'Uomo Ragno in Rinnovare le promesse, implicando dunque una sua esistenza in quel regno. Hank Pym è anche uno dei protagonisti di Age of Ultron vs Marvel Zombies. In tale versione è un uomo proveniente dal Far West che ha costruito l'intelligenza artificiale Ultron. Su Spider-Island, Hank compare come Giant-Man (indossando lo stesso costume che ha utilizzato verso le sue ultime storie di Tales to Astonish) ed ha contratto il virus dello Sciacallo, divenendo un ragno mutato. È al fedele servizio della Regina dei ragni, fino a quando la resistenza guidata dall'Agente Venom non riesce a sconfiggerla. Verso il finale, Giant-Man decide di restare al fianco dell'Uomo Ragno, senza ritornare alla sua forma naturale umana. Pym appare in altre diverse storie, inclusa 'World War Ant', linea temporale dove entra in conflitto col terzo Ant-Man, Eric O'Grady.

### Marvel Zombie
Nella realtà Marvel Zombi Hank Pym (nei panni di Giant Man) si trovava a New York quando uno squarcio viola (causato da Sentry di un altro universo) ha portato l'infezione tramite un Reynolds alternativo.
Hank era presente quando i Vendicatori sono stati infettati, ed è poi stato attaccato dalla moglie Wasp infetta, che l'ha morso.
Consapevole di ciò che gli sarebbe successo, ha nascosto la sua ferita ed ha incontrato Black Panther, insieme poi sono scappati verso il suo laboratorio, per cercare una cura per l'infezione, scioccato dalla velocità in cui l'infezione ha trasformato Colonnello America e gli altri.
Durante il tragitto, T'Challa si è accorto del morso sul corpo di Hank, nonostante cercò di ingannarlo, decise comunque di stordirlo trasformandosi nella sua forma gigante, sapendo che l'infezione l'avrebbe trasformato a breve e che così avrebbe avuto un pasto "quando ciò sarebbe successo", dicendo poi all'amico privo di sensi che gli dispiaceva e come avrebbe voluto evitare di essere infettato.
Dopo essersi trasformato, Giant-Man ha tenuto in coma T'Challa per amputargli il braccio e la gamba per cibarsene e tenere la fame sotto controllo, quest'ultimo gli chiese di ucciderlo, ma si rifiutò in quanto la carne di T'Challa sarebbe diventata immangiabile.
Successivamente Giant-man si recò alla Villa dei Vendicatori, dove trovò Hawkye, Wasp, Colonnello America mentre si cibavano dei resti di Jarvis, e dopo alcuni dubbi ed rimorso nel cibarsi di Jarvis, considerando ormai la loro umanità una cosa irrilevante visto il loro stato nonostante il rimorso che li tormentava dopo che la loro mente tornava lucida.
Hank successivamente decapita Wasp dopo che ella scopre T'Challa, e minaccia di rivelare il segreto di Hank a tutti.
Dopo aver mangiato Magneto e aver riacquistato la lucidità mentale con altri zombi, l'Uomo Ragno in pieno rimorso per aver mangiato sua moglie e zia, Giant-Man cerca di ragionare per capire cosa gli sta succendo, raccontando l'orrore di dover mangiare Jarvis e che l'Uomo Ragno non è l'unico che ha dovuto mangiare una persona amata.
Giant-Man, insieme a Bruce Banner, capisce che l'infezione nei loro corpi li ha privati di qualunque fattore rigenerante (come Wolverine, Hulk e l'Uomo Ragno) ed nonostante siano certamente biologicamente morti, l'infezione tiene il loro cervello attivo, nonostante ferite gravi che avrebbero dovuto causare la morte (la gamba staccata a metà dell'Uomo Ragno, metà del cranio esposto di Colonnello America, lo stomaco perforato di Bruce Banner, la freccia nel collo di Thor  ed il cuore mancante di Daredevil).
Infine diviene uno zombie cosmico dopo avere divorato il corpo di Galactus.

### MC2
Nella linea temporale MC2 (Marvel Comics 2), o Terra-982, Henry Pym è uno scienziato sposato con Wasp: assieme hanno fondato i Vendicatori, dando anche alla luce due figli chiamati Henry Pym Jr. e Hope Pym. Durante una missione a nome degli Avengers, Giant-Man perde eroicamente la vita. Questo avvenimento costringe i figli a divenire dei supercriminali con l'intento di uccidere tutti gli altri Vendicatori: Henry Pym Jr. diventa Big Man, mentre Nadia Pym assume l'identità della Regina Rossa. Anche in quest'universo, inoltre, Giant-Man ha donato la sua attrezzatura da Ant-Man a Scott Lang.

### Vecchio Logan
Nel futuro ipotetico dove tutti i criminali si sono alleati e hanno eliminato la maggior parte degli eroi, Hank viene ucciso alle porte di New Babilon, nelle sue dimensioni di gigante. Il suo scheletro enorme taglia in due una strada che si fa chiamare "La Cascata di Pym".

## Pubblicazioni

### In lingua originale
- Tales to Astonish (1962) n. 27, 35-69
- Marvel Masterworks Ant-Man & Giant-Man n. 1-2
- The Avengers (1963) n. 1-15, 28-503
- Marvel Feature (1971) n. 4-10
- West Coast Avengers (1986) n. 1-38, 49-91
- Solo Avengers (1988) n. 8
- Avengers (1995) n. 379-381 (miniserie su Giant-Man)
- Avengers (1996) n. 1-13
- Avengers (1999) n. 0-84
- Ant-Man's big Christmas (2000) n. 1
- Mighty Avengers (2007) n. 15, 17, 21-36
- Avengers Academy (2010) n. 1-39
- Ant-Man & Wasp (2011) n. 1-3
- Avengers Origins: Ant-Man & Wasp (2012) n. 1
- Ant-Man Season One (2012) n. 1
- Age of Ultron (2013) n. 1-10
- Avengers A.I. (2013) n. 1-12
- Marvel's Ant-Man Prelude (2015) n. 1-2
- Ant-Man Larger than Life (2015) n. 1
- Rage of Ultron (2015) n. 1
- Uncanny Avengers (2016) n. 4, 9-12
- Secret Empire (2017) n. 3-4
- Infinity Countdown (2018)

### In lingua italiana
- L'Uomo Ragno I serie (Tales to Astonish) e Thor I serie (Avengers) dell'Editoriale Corno.
- Ant-Man: Season One (2013) n. 1
- Age of Ultron (2013) n. 1-6
- Rage of Ultron (2015) n. 1
- Marvel Masterworks: Ant-Man & Giant-Man (2015) n. 1
- Io Sono Ant-Man (2015) n. 1 (ristampa delle migliori storie)
- Ant-Man Preludio (2015) n. 1
- Ant-Man (2015) n. 1-4 (come ospite d'onore)
- Marvel Omnibus Avengers: Il processo di Henry Pym (2016) n. 1

## Altri media

### Animazione
- Il personaggio è uno dei protagonisti del film animato Ultimate Avengers, dove appare sia come Giant-Man che come Ant-Man. In tale versione è un membro degli Ultimates formati da Nick Fury legato sentimentalmente a Wasp.
- Giant-Man compare nel sequel del film, intitolato Ultimate Avengers 2, trasmesso sempre in televisione. Qui, Pym, sacrifica la propria vita per salvare gli Ultimates.
- Giant-Man appare in diversi cameo nel film di animazione Next Avengers - Gli eroi di domani. Pur non essendo uno dei protagonisti, suo figlio, Henry Pym Jr. lo è.

### Marvel Cinematic Universe
Hank Pym appare nel Marvel Cinematic Universe dove è interpretato da Michael Douglas (e da giovane da Dax Griffin). Qui è un anziano e brillante scienziato che una volta era Ant-Man.
- In una scena tagliata di Iron Man 2 (2010), Tony Stark menziona il progetto Golia, riferimento all'identità supereroistica adottata nei fumetti dallo stesso Hank Pym.
- Durante una sequenza di Thor (2011), Erik Selvig cita un suo conoscente, spiegando che è uno «scienziato che ha collaborato con lo S.H.I.E.L.D. in passato». Gli autori hanno dichiarato che si tratta di un riferimento a Pym.[52]
- In The Avengers (2012), c'è una scena tagliata in cui viene menzionato Ant-Man in una discussione tra Bruce Banner e l'uomo che lo ha visto precipitare dall'aereo dello S.H.I.E.L.D.
- In Avengers: Age of Ultron (2015) viene introdotta la sua più popolare creazione, ossia l'intelligenza artificiale Ultron, la cui versione cinematografica non ha però alcun legame con Pym.
- In Ant-Man (2015), Hank Pym è il mentore di Scott Lang e, affiancato dalla figlia Hope, lo aiuta a farlo diventare il nuovo Ant-Man, in modo tale da poter mettere i bastoni tra le ruote al bellicoso Darren Cross, divenuto il supercriminale Calabrone. Scontroso e burbero scienziato, Pym partecipò alla guerra fredda per conto dello S.H.I.E.L.D. e nel 1987, in una delle sue tante missioni come Ant-Man, perse nel Regno Quantico la moglie, avvenimento che lo spinse a rassegnare le dimissioni dall'agenzia spionistica per aprire una propria divisione scientifica, la Pym Tech.
- In Captain America: Civil War (2016), Hank Pym non appare ma è brevemente citato da Scott Lang. Dato che quest'ultimo ha usato la sua tecnologia per aiutare Captain America e violando così gli accordi di Sokovia, fa automaticamente ricercare anche Hank, come mostrato nel successivo film.
- In Ant-Man and the Wasp (2018), Hank e sua figlia Hope sono costretti a nascondersi dalle autorità a causa degli eventi di Civil War. Contemporaneamente, insieme a Hope e Scott, cerca di recuperare dal Regno Quantico sua moglie, Janet Van Dyne, attraverso la realizzazione di un tunnel quantistico. A dare loro del filo da torcere vi sono Sonny Burch e Ghost, la figlia dello scienziato Elihas Starr che vuole servirsi dei nuovi poteri acquisiti da Janet per stabilizzare le sue gravi condizioni di salute che la stanno conducendo alla morte. Dopo essersi ricongiunto con sua moglie, Pym, Hope e Janet si dissolvono nel nulla a causa dello schiocco di dita di Thanos.
- Il nome del personaggio è ben visibile nell'intro in memoria di Stan Lee vista in Captain Marvel (2019).
- In Avengers: Endgame (2019), Pym viene visualizzato all'inizio dagli Avengers fra le vittime del Blip. Cinque anni dopo gli eroi utilizzano le particelle Pym per viaggiare nel tempo ma poiché Hank è morto e non può produrne altre, hanno pochi tentativi per annullare lo schiocco. Appare anche una sua versione passata ai tempi dello S.H.I.E.L.D., dove viene ingannato da Capitan America affinché esca dal suo laboratorio in modo che possa entrarci e prendere altre particelle. Alla fine il suo io presente torna in vita dopo lo schiocco di Bruce Banner e presenzia al funerale di Iron Man, nonostante i dissapori tra lui e la famiglia Stark.
- Michael Douglas doppia il personaggio nella prima serie animata dell'MCU What If...? (2021).
- In Ant-Man and the Wasp: Quantumania (2023) lui, Janet, Hope, Scott e Cassie Lang vengono accidentalmente trasportati nel Regno Quantico, dove affrontano il tirannico Kang il Conquistatore. Incontra anche il suo ex allievo Darren Cross, finito nel Regno Quantico dopo la sua battaglia con Scott e lavorando ora con Kang sotto il nome Modok, ma egli poi si sacrifica per aiutarli a sconfiggere Kang e fuggire dal Regno Quantico.

### Televisione
- Giant-Man e Golia appaiono ricorrentemente in The Marvel Super Heroes;
- Golia ha un cameo non doppiato in un episodio di Insuperabili X-Men;
- Ant-Man è il protagonista della serie animata I Vendicatori, dov'è il leader del gruppo assieme alla moglie, Wasp;
- Ant-Man appare come guest star in un episodio de I Fantastici 4 - I più grandi eroi del mondo, caratterizzato in modo molto discosto dai fumetti;
- Ant-Man è un personaggio secondario del cartone animato Super Hero Squad Show;
- Hank Pym appare come Ant-Man, Giant-Man e Calabrone nel cartone Avengers - I più potenti eroi della Terra, dove è uno dei fondatori degli Avengers, nonché creatore di Ultron;
- Le Particelle Pym vengono continuamente menzionate in Avengers Assemble. Il personaggio di Hank Pym è stato inoltre integrato a quello del secondo Ant-Man, Scott Lang. Dalla terza stagione però, Lang è stato rappresentato con la sua personalità del Marvel Cinematic Universe. Nella quarta stagione, invece, si scopre che è il padre della nuova Wasp.
- Hank Pym è stato menzionato in un episodio di Hulk e gli agenti S.M.A.S.H. dall'Uomo Impossibile;
- Giant-Man appare in Disk Wars: Avengers, anime basato sui fumetti degli Avengers;
- Una versione anziana di Hank Pym che rispecchia la sua controparte del MCU compare come personaggio di supporto nella miniserie animata Ant-Man (2017) per Disney XD.

### Videogiochi
- Hank Pym (Calabrone) appare in Marvel: La Grande Alleanza.
- Hank Pym (Calabrone) appare in Marvel: La Grande Alleanza 2.
- Hank Pym (Giant-Man) appare in Marvel: Avengers Alliance.
- Hank Pym (Calabrone) appare come personaggio giocabile in Marvel: Avengers Alliance 2.
- Hank Pym (Ant-Man) appare in LEGO Marvel Super Heroes.
- Hank Pym (Giant-Man / Golia) appare come personaggio giocabile in Marvel Future Fight.
- Hank Pym (Ant-Man) appare in LEGO Marvel's Avengers.
- Hank Pym (Giant-Man) appare come personaggio giocabile in Marvel: Avengers Academy.
- Hank Pym appare in Marvel's Avengers.